# Холмс, Тина
Тина Холмс (англ. Tina Holmes; род. 1973) — американская актриса.

## Биография
Тина Холмс родилась в 1973 году в Нью-Йорке.
Два года училась в Йельском университете, но потом переехала в Париж изучать французскую литературу в Сорбонне.
Начала свою актёрскую карьеру в 1998 году с роли в кинофильме «Семнадцатилетний рубеж», где сыграла одну из главных ролей. После которого последовали роли в других кинофильмах, таких как «Тридцать дней», «Фотограф», «Дьявол во плоти» и другие. В 2007 сыграла роль второго плана в кинофильме «Убежище», за которую получила награду международного ЛГБТ-кинофестиваля, проходящего в городе Тампа, в номинации Лучшая актриса второго плана.
Снималась в различных телесериалах, среди которых «Похищенные», «Побег», «C.S.I.: Место преступления», «Закон и порядок: Специальный корпус», «Доктор Хаус», «Неизвестные лица» и другие. Играла роль Мэгги Сибли в телесериале «Клиент всегда мёртв», за которую была номинирована с коллегами по телесериалу на премию Гильдии киноактёров США в номинации Лучший актёрский состав в драматическом телесериале.

## Фильмография
| Год       |   | Русское название                    | Оригинальное название             | Роль                       |
| --------- | - | ----------------------------------- | --------------------------------- | -------------------------- |
| 1998      | ф | Семнадцатилетний рубеж              | Edge of Seventeen                 | Мэгги                      |
| 1999      | ф | Тридцать дней                       | 30 Days                           | Дженни                     |
| 2000      | ф | Фотограф                            | The Photographer                  | Эми                        |
| 2000      | ф | Принц центрального парка            | Prince of Central Park            | Энналис Сомерлед           |
| 2001      | ф | Сказочник                           | Storytelling                      | Сью                        |
| 2001      | с | Третья смена                        | Third Watch                       | Мэри Джейн Ричардсон       |
| 2002      | с | Похищенные                          | Taken                             | Энн Кроуфорд / Энн Кэмпбэл |
| 2004      | с | C.S.I.: Место преступления          | CSI: Crime Scene Investigation    | Венди Сентено              |
| 2004—2005 | с | Клиент всегда мёртв                 | Six Feet Under                    | Мэгги Сибли                |
| 2005      | ф | Дьявол во плоти                     | Pretty Persuasion                 | Надин                      |
| 2005      | с | Закон и порядок: Специальный корпус | Law & Order: Special Victims Unit | Кора Кеннисон              |
| 2005      | с | 24 часа                             | 24                                | покупатель в магазине      |
| 2006      | с | Детектив Раш                        | Cold Case                         | Роуин Райан                |
| 2006      | с | Анатомия страсти                    | Grey's Anatomy                    | Ребекка Блум               |
| 2006      | с | Нашествие                           | Invasion                          | мисс Уэйд                  |
| 2007      | с | Побег                               | Prison Break                      | Кристина Келлерман         |
| 2007      | ф | Убежище                             | Shelter                           | Дженни                     |
| 2010      | с | Неизвестные лица                    | Persons Unknown                   | Мойра Доэрти               |
| 2011      | с | Доктор Хаус                         | House                             | Надя                       |
| 2012      | ф | Аркадия                             | Arcadia                           | мама (озвучивание)         |